# Трновец (Медводе)
Трновец (словен. Trnovec) је насељено место у општини Медводе, Средњесловенска регија, Словенија.

## Историја
До територијалне реорганизације у Словенији био је у саставу града Љубљане, односно старе општине Шишка.

## Становништво
У попису становништва из 2011. године, Трновец је имао 152 становника.
| Број становника према пописима | Број становника према пописима | Број становника према пописима |
| ------------------------------ | ------------------------------ | ------------------------------ |
| 1991                           | 2002                           | 2011                           |
| 115                            | 130                            | 152                            |

Напомена: Године 1979. увећан за део некадашњег насеља Говејек, чији је остатак тада променио име у Осолник. Године 2016. извршена је мања размена територија између насеља Брезовица при Медводах и Трновец.